# Brachydiplax
Brachydiplax is een geslacht van libellen (Odonata) uit de familie van de korenbouten (Libellulidae).

## Soorten
Brachydiplax omvat 7 soorten:
- Brachydiplax chalybea Brauer, 1868
- Brachydiplax denticauda (Brauer, 1867)
- Brachydiplax duivenbodei (Brauer, 1866)
- Brachydiplax farinosa Krüger, 1902
- Brachydiplax sobrina (Rambur, 1842)
- Brachydiplax sollaarti Lieftinck, 1953
- Brachydiplax yunnanensis Fraser, 1924